# Guifaxiang
Guifaxiang Shibajie Fried Dough Twist Food Group, plus communément appelé Guifaxiang (桂发祥麻花) est une marque chinoise d'agro-alimentaire qui a bâti sa renommée sur la fabrication de mahua. Située à Tianjin, cette entreprise est particulièrement réputée pour la commercialisation des Mahua de la 18e rue depuis 1927. La première boutique de la société à fabriquer des mahua était en effet située sur l'ancienne 18e rue (renommée depuis rue de Dagu), qui a ainsi donné le nom à ces gâteaux torsadés.
Fin 2000, l'entreprise comptait 150 millions de yuans d'actifs et ses ventes s'élevaient à environ 430 millions de yuans par an. Ces chiffres en font une des plus importantes sociétés d'agro-alimentaire en Chine.